# Лутохин, Егор Иванович
Его́р Ива́нович Луто́хин (24 марта 1765 — 5 февраля 1840) — вице-адмирал, член Адмиралтейств-совета.

## Биография
Образование получил в Морском кадетском корпусе, откуда был выпущен 1 января 1785 года мичманом. Его братья Николай и Иван также получили образование в Морском кадетском корпусе.
Во время русско-шведской войны 1788—1790 годов Лутохин, находясь на катере «Меркурий», захватил несколько купеческих судов, после этого в эскадре контр-адмирала Лежнева крейсировал в Каттегате и в виду наших судов захватил у норвежских берегов шведский катер «Снапоп» и фрегат «Венус», а затем принял участие в сражении со шведским флотом во время прорыва его к Выборгской губе.
В 1792 году Лутохин поступил в Морской кадетский корпус капитан-поручиком и был произведён в капитан-лейтенанты.
В 1793 году он, по Высочайшему повелению, был отправлен в Англию для совершения кампании на английском флоте и в следующем году был послан в плавание в Вест-Индию, где крейсировал у островов Ямайки и Сан-Доминго и находился в сражении против крепости на острове Сан-Доминго; в 1795 году на корабле «Медуза» он сражался с французами, засевшим в крепости Савоне.
По окончании Вест-Индской кампании Лутохин был отправлен в Средиземное море и переведён на фрегат «Бланш» в эскадру коммодора Г. Нельсона, в составе которой в 1796 году крейсировал в Средиземном море для поиска неприятельских судов и находился в сражении с испанским фрегатом при Карфагене; в этом сражении он был ранен в левую руку. Из Средиземного моря Лутохин вместе с эскадрой двинулся в Атлантический океан, крейсировал до островов Тенерифе и Мадейра, посетил Лиссабон и оттуда направился в Англию.
По возвращении в Россию в 1798 году Лутохин был произведён в капитаны 2-го ранга и послан в Архангельск в эскадру вице-адмирала Баратынского, где был назначен командиром на корабль «Св. Пётр». В 1801 году получил чин капитана 1-го ранга. 26 ноября 1802 года за проведение 18 морских кампаний был награждён орденом св. Георгия 4-й степени (№ 1413 по кавалерскому списку Григоровича — Степанова).
В 1805—1806 годах он находился в Ревеле в должности эскадр-майора и командовал 100-пушечными кораблями «Иоанн Креститель» и «Чесма».
Произведённый в капитан-командоры и назначенный начальником флотских команд в Архангельске, Лутохин в 1807 году был отправлен туда на новостроящийся 74-пушечный корабль «Не тронь меня».
В 1808 году он во главе двух отрядов судов защищал против шведов вход в устье Северной Двины; в 1809—1810 годах, начальствуя двумя кораблями и несколькими гребными судами, предназначенными для обороны на случай ожидаемого нападения англичан, стоял при укреплениях на Двине, а потом у поворотной вехи.
В 1811 году он был назначен командиром 23-го флотского экипажа и произведён в контр-адмиралы. В 1812—1822 годах Лутохин занимал должность начальника флота в Архангельске; в 1823 году командовал 2-й бригадой Балтийской флотской дивизии в Кронштадте, в 1824 году был произведён в вице-адмиралы и назначен командиром 1-й бригады Балтийской флотской дивизии в Санкт-Петербурге.
В 1826 году, командуя авангардом дивизии адмирала Р. В. Кроуна, находился в плавании в Балтийском море до банки Доггер, а в следующем году начальствовал судами авангарда генерал-адъютанта адмирала Д. Н. Сенявина, плавая до Портсмута, и в том же году был определён председателем во временную адмиралтейскую комиссию для окончания дел и счетов прежнего времени.
Назначенный в 1836 году членом Адмиралтейств-совета, Лутохин скончался 5 февраля 1840 года в Санкт-Петербурге, похоронен на Смоленском православном кладбище. Высший орден он имел св. Владимира 2-й степени.